# Gustaw Rakowski (inżynier)
Gustaw Rakowski (ur. 26 kwietnia 1929 w Szczekocinach, zm. 14 grudnia 2006 w Warszawie) – polski uczony, specjalista w zakresie mechaniki konstrukcji inżynierskich, profesor doktor habilitowany inżynier Wydziału Inżynierii Lądowej Politechniki Warszawskiej.

## Życiorys
W 1949 ukończył Liceum Ogólnokształcące im. Jana Śniadeckiego w Kielcach, a następnie rozpoczął studia na Wydziale Budownictwa Politechniki Warszawskiej. Na ostatnim roku studiów rozpoczął pracę jako zastępca kierownika budowy w Przedsiębiorstwie Budowlanym Służewiec. W 1953 uzyskał tytuł inżyniera budownictwa i został asystentem w Katedrze Mechaniki Budowli na Wydziale Budownictwa Wodnego PW, równocześnie kontynuował studia magisterskie na Wydziale Budownictwa Przemysłowego, w 1955 uzyskał dyplom magistra inżyniera budownictwa i kontynuował naukę na studium doktoranckim w Instytucie Podstawowych Problemów Techniki Polskiej Akademii Nauk, które ukończył w 1958. W 1959 obronił tam przygotowany pod kierunkiem prof. Witolda Wierzbickiego doktorat „Drgania własne walcowego pokrycia kratowego”, a następnie podjął pracę na Wydziale Inżynierii Sanitarnej i Wodnej PW. Od 1960 do 1962 pracował równocześnie jako projektant i weryfikator w Biurze Projektów Budownictwa Komunalnego. W 1964 wyjechał do Norwegii na roczny staż w Norges Tekniske Hogskole w Trondheim, gdzie zapoznał się z komputerowymi metodami mechaniki konstrukcji, w których stał się specjalistą i prekursorem w Polsce. W 1966 habilitował się na podstawie rozprawy „Application of transfer matrices to analysis of space girders” i został docentem, zaczął wówczas prowadzić badania nad Metodą Elementów Skończonych. W 1969 został pracownikiem politycznym Komitetu Centralnego PZPR, pracował tam do 1972. W 1970 uzyskał tytuł profesora nadzwyczajnego, a w 1987 profesora zwyczajnego. W 1970 należał do organizatorów Instytutu Mechaniki Konstrukcji Inżynierskich na Wydziale Inżynierii Lądowej PW, a następnie do 1980 był dyrektorem tego instytutu, od 1973 do 1990 był sekretarzem Centralnej Komisji Kwalifikacyjnej ds. Komitetów Naukowych przy Prezesie Rady Ministrów. W 1981 został członkiem Sekcji Mechaniki Konstrukcji Inżynierii Lądowej i Wodnej oraz Sekcji Informatyzacji Mechaniki w Komitecie Mechaniki Polskiej Akademii Nauk. 
Opublikował 110 prac, artykułów i felietonów w czasopismach naukowych i technicznych m.in. Archiwum Inżynierii Lądowej, Rozprawy Inżynierskie, Mechanika i Komputer, Inżynieria i Budownictwo, Przegląd Budowlany, Metody Komputerowe w Mechanice Konstrukcji, jest autorem i współautorem 15 książek. Gustaw Rakowski był promotorem 5 prac doktorskich, opiniował ponad 25 przewodów doktorskich i habilitacyjnych. Należał do wielu stowarzyszeń naukowych, redakcji i kolegiów redakcyjnych czasopism naukowych.
Pochowany na cmentarzu Powązkowskim w Warszawie (kwatera 315-5-16).

## Członkostwo
- Polska Zjednoczona Partia Robotnicza (od 1954);
- Polskie Towarzystwo Mechaniki Teoretycznej i Stosowanej, w latach 1972-1974 członek Zarządu Głównego.

## Odznaczenia
- Krzyż Komandorski Orderu Odrodzenia Polski (1979)[3];
- Krzyż Kawalerski Orderu Odrodzenia Polski;
- Złoty Krzyż Zasługi;
- Medal 30 lecia PRL;
- Medal 40 lecia PRL.